# 成体幹細胞

幹細胞の分裂と分化 A – 幹細胞; B – 前駆細胞; C – 分化した細胞; 1 – 対称性幹細胞分裂; 2 – 非対称幹細胞分裂; 3 – 前駆細胞分裂; 4 – 最終分化

成体幹細胞（せいたいかんさいぼう、英: Adult stem cell）は、生物の体内に見られる最終分化していない細胞である。細胞分裂によって増殖することにより、最終分化細胞への前駆細胞の供給源として、死んだ細胞を補充し損傷した組織を再生される機能をもつものである。体性幹細胞（英: somatic stem cells）、組織幹細胞（英: tissue stem cell）とも呼ばれる。通常、成体幹細胞は特定の複数種の細胞にしか分化することができない (多分化性)。
近年、多能性を持つ細胞の存在が主張されている。このような細胞が存在すれば、潜在的には少数の細胞から臓器全体を再生させる能力を持つことから注目されている。また、これらの細胞は胚性幹細胞と違って成人の組織サンプルから得ることができ、ヒトの胚を破壊する必要がないため、研究と治療に使っても議論を招くことはない。主にヒトのほか、マウスやラットといったモデル生物で研究されている。

## 特性
幹細胞は、以下の2つの特性を持っている。
- 自己複製。細胞分裂の周期を多数経ても、未分化状態を維持する能力。
- 分化多能性。特定の細胞型しか作り出せない単能性の細胞と異なり、さまざまな細胞型の子孫を作り出せる能力。ただし単能性で自己複製能をもつ幹細胞も存在し得ると考えて、多能性は幹細胞の本質ではないとみなす研究者もいる[1]。これらの特性は、クローン原性アッセイ（英語版）のように単一細胞の子孫を確認できる手法を用いればin vitro（生体外）で比較的容易に実証できる。しかし、in vitroでは細胞培養の条件によって細胞の挙動が変わることが知られている。そのため特定の細胞集団がin vivo（生体内）で幹細胞性を持つことの証明は難しく、生体内の幹細胞とされる細胞集団のなかには、本当に幹細胞なのか議論の的となっているものもある。

## 発見
成体幹細胞は1960年代にジェイムズ・ティル、アーネスト・マコラックらによって骨髄から造血幹細胞が発見されたことに始まる。その後、1970年に骨髄由来幹細胞が見出されたのに続いて、様々な組織から成体幹細胞が見つかった。

## 細胞系列
幹細胞は、対称分裂と非対称分裂の2種類の細胞分裂を行うことによって、自己複製を可能としている（「幹細胞の分裂と分化」の図を参照）。対称分裂は2つの同一の娘細胞を生み出し、その2つはどちらも幹細胞の性質を受け継いでいる。それに対して非対称分裂では、幹細胞と、限られた自己複製能力を持つ前駆細胞を1つずつ作る。前駆細胞は数回の細胞分裂を経てから、成熟した細胞に分化する能力を持つ。対称分裂と非対称分裂の分子レベルでの違いは、娘細胞の間で膜タンパク質（受容体など）の分配が偏っていることにあると考えられている。

## 多剤耐性
成体幹細胞は様々な有機分子を細胞外へと輸送するABC輸送体を発現している。この膜輸送体によってこれらの細胞は多剤耐性を有している。

## シグナル伝達経路
成体幹細胞研究において、その自己複製能と分化多能性を制御する共通メカニズムの解明が注目されている。
- Wnt

Wntシグナル経路も幹細胞の調節に重要な役割を果たすことが示されている。腸陰窩においては、陰窩細胞はWntシグナルによって増殖性を維持されており、陰窩を離れてWntシグナルが取り除かれると増殖を停止する。また、Wntシグナル経路はNotchシグナル経路の活性化も行っている。
- Notch

古くから発生生物学者に知られていたNotchシグナル経路の幹細胞増殖における役割が造血、神経、および乳腺幹細胞において示されている。また、腸陰窩においてはNotchシグナル経路が分泌細胞への分化を抑制していることが知られている。
- TGFβ

## 種類

### 造血幹細胞
造血幹細胞は骨髄に由来し、すべての血液細胞に分化する。

### 衛星細胞
衛星細胞は基底膜と筋鞘の間に存在し、筋繊維に新たな細胞を供給する。

### 腸管幹細胞
腸管幹細胞は生涯を通して分裂を続け、小腸および大腸の内壁を覆う細胞を供給する。腸管幹細胞は腸陰窩と呼ばれる幹細胞ニッチの底付近に存在する。多くの小腸、および大腸がんは腸管幹細胞に由来すると考えられている。

### 乳腺幹細胞
乳腺幹細胞は思春期と妊娠中に乳腺を成長させる細胞の源となり、乳がんにおける発癌性に重要な役割を果たす。乳腺幹細胞はヒトおよびマウスの組織、および乳腺の培養組織から単離されている。これらの細胞は腺の内腔および筋内皮細胞のいずれにも分化でき、マウスにおいては完全な器官を再生しうることが示されている。

### 間葉系幹細胞
間葉系幹細胞（英: Mesenchymal stem cells、MSC）は骨髄間質に由来し、様々な組織に分化することができると考えられている。間葉系幹細胞は胎盤、脂肪組織、肺、骨髄、血液、臍帯のホウォートンゼリー、歯、および歯根膜から単離されている。間葉系幹細胞はその分化能とホルモン分泌、および自然免疫の調節能から臨床的に注目されている。

### 神経幹細胞
ラットにおいてニューロン新生が成体でも継続していることが発見されて以来、脳内における幹細胞の存在が疑われていた。成長した霊長類の脳における幹細胞の存在が初めて報告されたのは1967年である。以来、ニューロンが新生することは成体のマウス、スズメ亜目、およびヒトを含む霊長類で示されてきた。通常、成体におけるニューロン新生は脳内の2つの領域に限られる。側脳室を覆う脳室下帯と海馬体の歯状回である。海馬におけるニューロン新生はよく知られているが、自己複製能のある幹細胞の存在については議論がある。虚血による組織損傷後のような特殊な状況においては、新皮質を含む脳の他の領域でもニューロン新生が見られる。

#### ニューロスフェア
神経幹細胞は一般に、高い比率で幹細胞を含むニューロスフェアと呼ばれる不均一な浮遊細胞塊として培養される。この細胞塊は長期に渡り培養可能であり、神経細胞およびグリア細胞の両方に分化するという幹細胞のような振る舞いをする。しかし、最近の研究によるとこの挙動は培養条件により前駆細胞に引き起こされたものだと示唆されている。さらに、ニューロスフェア由来細胞は脳に移植されたときには幹細胞のような振る舞いをしない。神経幹細胞は多くの造血幹細胞と共通した性質を持っている。特筆すべきは、血中に投与されるとニューロスフェア由来細胞はさまざまな免疫細胞に分化することである。

### 内皮幹細胞
内皮幹細胞は骨髄に見られる3種の多分化細胞の一つとされているが、その実在は議論がある。

### 嗅粘膜幹細胞
嗅粘膜幹細胞は嗅粘膜から採取することができる。これらの細胞は適切な化学環境が与えられると、多くの異なる細胞に分化する胚性幹細胞と同様の能力を有する。

### 神経冠幹細胞
毛包は二種類の幹細胞を含み、その片方は胚発生時の神経冠由来の幹細胞である。同様の細胞は消化管、坐骨神経、心室流出路、後根神経節、および交感神経節で見つかっている。これらの細胞は神経細胞、シュワン細胞、筋線維芽細胞、軟骨細胞、およびメラノサイトに分化することができる。

### 精巣細胞
胚性幹細胞と同等と主張される多分化幹細胞がドイツ、およびアメリカの研究者らによって精原細胞から見つかり、一年後、ドイツおよびイギリスの研究者がヒトの精巣由来の細胞を用いて同様の性質を確認している。得られた細胞はヒト生殖幹細胞として知られている。

## 成体幹細胞治療
患者自身から採取できるという臨床的意義から、成体幹細胞は注目を集めている。成体幹細胞は一種類以上の細胞に分化できるが、ES細胞と異なり特定の系統の細胞にしか分化できないことが多い。ある系統の幹細胞が他の系統の細胞に分化することを分化転換 (英: transdifferentiation) と呼ぶ。ある種の成体幹細胞は分化転換しやすいが、多くの幹細胞では分化転換は見られていない。この結果、成体幹細胞治療には特定の系統の幹細胞源が必要であり、これらの細胞を治療に必要な数だけ採取、ないしは培養する必要がある。

### 細胞源
多能性幹細胞、すなわちあらゆる種類の細胞に分化できる細胞が臍帯血を含む多くの組織に存在すると主張されている。遺伝子学的な操作により、ES細胞と同様の多能性を有する細胞 (人工多能性幹細胞、iPS細胞) が成体マウス、また成人ヒト皮膚組織から得られている。その他の成体幹細胞は多分化性である、つまり分化できる細胞種に制限があるため、由来となる組織の名称で呼ばれる（例として、間葉系幹細胞、脂肪由来幹細胞、内皮前駆細胞など）。成体幹細胞の研究において、その増殖能と分化能の研究に多大な努力がはらわれている。

### 臨床応用
成体幹細胞療法は白血病、および骨、または血液のがんの治療において骨髄移植として長年の実績がある。成体幹細胞を研究や治療に用いることは胚の破壊を伴わないため、ES細胞にまつわるような倫理的な議論から無縁である。
成体幹細胞の再生医療応用の初期において、造血幹細胞として知られる血球前駆細胞の経血管的投与が注目されていた。CD34 陽性の造血幹細胞は脊髄損傷、肝硬変、および末梢血管の病変において検討されていた。生殖可能年齢の脊髄損傷の患者の中ではCD34 陽性造血幹細胞は女性より男性に多いことが示されている。その他の初期の商業的利用においては間葉系幹細胞が注目されていた。いずれの細胞種においても、経血管的投与は肺における初回通過効果の影響を受けるため、幹部に直接投与することが好ましいと考えられている。整形領域における臨床試験の結果も報告されている。脇谷らは膝軟骨欠損への間葉系幹細胞移植を報告している。また Centeno らは安全性試験の結果とともに、ヒトでの軟骨と半月板体積の改善を報告している。その他多くの幹細胞治療が行われているが、効果を誇張し、リスクを無視したものだとの議論がある。

### 成体幹細胞から成長した最初の人間の臓器移植
2008年、Paolo Macchiarini によって、結核により気管が損傷したコロンビア人女性に初めての幹細胞から培養された器官が移植された。パドヴァ大学、ブリストル大学、およびミラノ工科大学のチームがドナーから気管の一部を採取し、免疫反応を起こしうる細胞を除去した。この脱細胞気管に患者の骨髄から得られた幹細胞を播種し、4日かけて実験室で新しい気管が培養された。新たな気管は患者の左主気管支に移植された。免疫抑制剤は投与されなかったが、免疫反応が見られなかったことがのちに報告されている。

## 成体幹細胞とがん
近年、多能性を持つ成体幹細胞というアイディアが受容されるようになってきている。これらの細胞は多くの成体組織に存在していると主張されており、組織再生のみならず、がんに代表される遺伝子変異にも深く関わっていると考えられている。

## 可塑性/多能性成体幹細胞
近年の研究結果は、成体幹細胞が異なる胚葉の細胞に分化できる可能性を示唆している。例えば、外胚葉性である脳由来の神経幹細胞は三胚葉のいずれにも分化できるとの結果がある。また、中胚葉性である骨髄由来の幹細胞は内胚葉や中胚葉由来の肝臓、肺、消化管、および皮膚へと分化できるとの結果がある。この現象は幹細胞の分化転換 (英: transdifferentiation)、ないし可塑性と呼ばれる。これは培養における培地の変更、または得られた器官と異なる器官への移植によって誘導される。
幹細胞の可塑性については、生物学者の間で一般性や生理学的ないしは治療効果における一貫性について広い合意は得られていない。以下のように最近の研究で血中や成体組織中に多能性 (pluripotent) 幹細胞が休眠状態で存在する可能性が示唆されている。
- MAPC

MAPC (Multipotent Adult Progenitor Cell) は2001年、ミネソタ大学の Catherine Verfaille らによって骨髄から発見が主張された多能性幹細胞である。データの不備があったとして2007年に訂正が出されている。
- MIAMI 細胞

MIAMI (Marrow-Isolated Adult Multilineage Inducible) 細胞は2004年、マイアミ大学の Paul C. Schiller らによって骨髄から発見が主張された多能性幹細胞である。
- 極小胚様幹細胞

極小胚様幹 (Very Small Embryonic Like、VSEL) 細胞は2006年、ルイビル大学の Mariusz Z. Ratajczak らによって骨髄から発見が主張された多能性幹細胞である。2013年、スタンフォード大学のグループから、存在が確認できないとの報告が出ている。
- BLSC

BLSC (Blastomere-Like Stem Cell) は2007年、マーサー大学の Henry E. Young らによって骨格筋から発見が主張された多能性幹細胞である。
- ミューズ細胞

ミューズ (MUlti-lineage differentiating Stress Enduring) 細胞は2010年、東北大学の出澤真理らによって発見が主張された多能性幹細胞である。さらに2013年、カリフォルニア大学ロサンゼルス校の Gregorio Chazenbalk らによって、脂肪組織 (Adipose Tissue) から Muse-AT と呼ばれる細胞が得られたと主張されている。
- その他

上記の他に2011年、ハーバード大学のチャールズ・バカンティらによっても体組織から多能性を持つ細胞が得られたと主張されている。なお、この報文では遺伝子の発現を示すバンドの画像で同一のものが複数回、加工されて使われていることが知られている。